# Professor Frink
Professor John I.Q. Nerdelbaum Frink, Jr er en person fra tegnefilmserien The Simpsons. Han er næsten skaldet og har tykke briller og overbid. Han laver hele tiden mere eller mindre brugbare opfindelser. Blandt de bedre var en maskine der kunne se ind i fremtiden og en dræberrobot som han styrede sammen med sin søn i et tv-show. Robotten blev dog besejret af Homer Simpson da den ikke kunne skade mennesker. Andre opfindelser der ikke lykkedes var en dødsstråle der kun kunne udsende svag varme.
Flere Opfindelser:
En såkaldt "Autodialer" som har en hemmelig funktion. Nemlig fjernstyrede hjul, hvilke dog ikke er til megen nytte da Homer brækker dem af i samme øjeblik maskinen prøver på at stikke af. 
Hans stemme er indtalt af Hank Azaria.